# Bio Miracle Bokutte Upa
Bio Miracle Bokutte Upa (バイオミラクル ぼくってウパ?) è un videogioco a piattaforme sviluppato da Konami e pubblicato nel 1988 per Famicom Disk System. Nel 1993 ne è stata realizzata una conversione per Famicom.
Nel 2008 è stata distribuita una versione per Wii tramite Virtual Console. In Giappone il gioco è stato pubblicato anche per Nintendo 3DS e Wii U.
Il protagonista del gioco, Upa, compare nei videogiochi Parodius e Wai Wai World 2.